# Ilyarachna kussakini
Ilyarachna kussakini är en kräftdjursart som beskrevs av Yakov Avadievich Birstein1963. Ilyarachna kussakini ingår i släktet Ilyarachna och familjen Munnopsidae. Inga underarter finns listade i Catalogue of Life.